# Arcidiocesi di Maceió
L'arcidiocesi di Maceió (in latino Archidioecesis Maceiensis) è una sede metropolitana della Chiesa cattolica in Brasile. Nel 2021 contava 1.102.440 battezzati su 1.746.290 abitanti. È retta dall'arcivescovo Carlos Alberto Breis Pereira, O.F.M.

## Territorio
L'arcidiocesi comprende la parte orientale dello stato brasiliano dell'Alagoas.
Sede arcivescovile è la città di Maceió, dove si trova la cattedrale delle Sette Allegrezze di Maria Vergine (Nossa Senhora dos Prazeres).
Il territorio si estende su 8.545 km² ed è suddiviso in 102 parrocchie.
La provincia ecclesiastica di Maceió, istituita nel 1920, comprende due diocesi suffraganee, Palmeira dos Índios e Penedo.

## Storia
La diocesi dell'Alagoas fu eretta il 2 luglio 1900 con il decreto Postremis hisce temporibus della Congregazione Concistoriale, ricavandone il territorio dalla diocesi di Olinda (oggi arcidiocesi di Olinda e Recife).
Originariamente suffraganea dell'arcidiocesi di San Salvador di Bahia, il 6 febbraio 1914 entrò a far parte della provincia ecclesiastica dell'arcidiocesi di Olinda.
Il 3 aprile 1916 cedette una porzione del suo territorio a vantaggio dell'erezione della diocesi di Penedo.
Il 25 agosto 1917 assunse il nome di diocesi di Maceió con il decreto Quum dioecesis della Congregazione Concistoriale.
Il 13 febbraio 1920 è stata elevata al rango di arcidiocesi metropolitana in forza della bolla Inter varias di papa Benedetto XV.
Il 10 febbraio 1962 ha ceduto un'altra porzione di territorio a vantaggio dell'erezione della diocesi di Palmeira dos Índios.
Il 26 ottobre 1965, con la lettera apostolica Quam Matrem Ecclesiae, papa Paolo VI ha proclamato la Beata Maria Vergine, nota con il titolo di Nossa Senhora dos Prazeres, patrona principale dell'arcidiocesi.

## Cronotassi dei vescovi
Si omettono i periodi di sede vacante non superiori ai 2 anni o non storicamente accertati.
- Antônio Manoel de Castilho Brandão † (22 giugno 1901 - 15 marzo 1910 deceduto)
- Manoel Antônio de Oliveira Lopes † (26 novembre 1910 - 27 luglio 1922 deceduto)
- Santino Maria da Silva Coutinho † (19 gennaio 1923 - 10 gennaio 1939 deceduto)
- Ranulfo da Silva Farias † (5 agosto 1939 - 19 ottobre 1963 deceduto)
- Adelmo Cavalcante Machado † (19 ottobre 1963 succeduto - 24 novembre 1976 dimesso)
- Miguel Fenelon Câmara Filho † (24 novembre 1976 succeduto - 7 ottobre 1984 nominato arcivescovo di Teresina)
- José Lamartine Soares † (2 aprile 1985 - 18 agosto 1985 deceduto)
- Edvaldo Gonçalves Amaral, S.D.B. (24 ottobre 1985 - 3 luglio 2002 ritirato)
- José Carlos Melo, C.M. † (3 luglio 2002 - 22 novembre 2006 ritirato)
- Antônio Muniz Fernandes, O.Carm. (22 novembre 2006 - 3 aprile 2024 dimesso)
- Carlos Alberto Breis Pereira, O.F.M., succeduto il 3 aprile 2024

## Statistiche
L'arcidiocesi nel 2021 su una popolazione di 1.746.290 persone contava 1.102.440 battezzati, corrispondenti al 63,1% del totale.
| anno | popolazione | popolazione | popolazione | presbiteri | presbiteri | presbiteri | presbiteri                | diaconi | religiosi | religiosi | parrocchie |
| anno | battezzati  | totale      | %           | numero     | secolari   | regolari   | battezzati per presbitero | diaconi | uomini    | donne     | parrocchie |
| ---- | ----------- | ----------- | ----------- | ---------- | ---------- | ---------- | ------------------------- | ------- | --------- | --------- | ---------- |
| 1950 | 620.000     | 623.756     | 99,4        | 61         | 45         | 16         | 10.163                    |         | 36        | 90        | 28         |
| 1966 | 697.664     | 700.000     | 99,7        | 50         | 32         | 18         | 13.953                    |         | 18        | 196       | 29         |
| 1967 | 687.347     | 700.000     | 98,2        | 53         | 33         | 20         | 12.968                    |         | 18        | 216       | 29         |
| 1976 | 810.000     | 830.000     | 97,6        | 44         | 29         | 15         | 18.409                    | 6       | 24        | 186       | 31         |
| 1980 | 848.000     | 953.000     | 89,0        | 50         | 31         | 19         | 16.960                    | 6       | 33        | 203       | 33         |
| 1990 | 854.000     | 1.220.000   | 70,0        | 53         | 37         | 16         | 16.113                    | 6       | 32        | 258       | 43         |
| 1999 | 1.180.000   | 1.680.220   | 70,2        | 92         | 71         | 21         | 12.826                    | 28      | 49        | 220       | 50         |
| 2000 | 1.200.000   | 1.600.000   | 75,0        | 80         | 62         | 18         | 15.000                    | 28      | 45        | 205       | 50         |
| 2001 | 1.200.000   | 1.600.000   | 75,0        | 81         | 63         | 18         | 14.814                    | 28      | 45        | 205       | 50         |
| 2002 | 1.279.000   | 1.705.000   | 75,0        | 80         | 62         | 18         | 15.987                    | 24      | 45        | 205       | 50         |
| 2003 | 944.100     | 1.452.476   | 65,0        | 62         | 44         | 18         | 15.227                    | 24      | 45        | 205       | 42         |
| 2013 | 1.032.000   | 1.636.000   | 63,1        | 99         | 79         | 20         | 10.424                    | 17      | 29        | 197       | 72         |
| 2016 | 1.058.000   | 1.677.000   | 63,1        | 100        | 75         | 25         | 10.580                    | 22      | 38        | 173       | 78         |
| 2019 | 1.085.200   | 1.719.000   | 63,1        | 121        | 102        | 19         | 8.968                     | 17      | 51        | 166       | 83         |
| 2021 | 1.102.440   | 1.746.290   | 63,1        | 112        | 92         | 20         | 9.843                     | 21      | 52        | 166       | 102        |